# Tütberg
Der Tütberg ist mit 212 m die höchste Erhebung im Naturschutzgebiet Königsforst in Nordrhein-Westfalen. Er liegt am südöstlichen Rand des Stadtteils Bockenberg von Bergisch Gladbach nahe der Grenze von Untereschbach.

## Topografie/Kartografie
Am nördlichen Hang des Tütbergs führt auf der Brüderstraße zwischen Untereschbach und Frankenforst der Jakobsweg vorbei. Die Quellen vom nordwestlichen Hang des Tütbergs vereinigen sich später zum Flehbach, die namenlosen Quellen an der südöstlichen Seite fließen zur Sülz.

## Die Ortschaft Tütberg
Etwa 500 m westlich vom höchsten Punkt des Tütbergs befindet sich die Villa Tütberg, ein Überbleibsel eines früheren Siedlungsgebietes mit dem Namen Tütberg. Dieser Siedlungsname bezeichnet ursprünglich eine mittelalterliche Hofgründung, die nach den Steuer-, Pacht- und Huldigungslisten von 1487 zur Steuerhonschaft Bensberg gehörte. Im Urkataster von 1827 wird die Siedlung „Am Tütberg“ zur Gemeinde „Eschbach“ gezählt (damit ist der ehemals bis 1974 zur Stadt Bensberg gehörende Stadtteil Untereschbach gemeint).
Aus Carl Friedrich von Wiebekings Charte des Herzogthums Berg 1789 geht hervor, dass Tütberg zu dieser Zeit Teil der Honschaft Bensberg im gleichnamigen Kirchspiel war.
Unter der französischen Verwaltung zwischen 1806 und 1813 wurde das Amt Porz aufgelöst und Tütberg wurde politisch der Mairie Bensberg im Kanton Bensberg zugeordnet. 1816 wandelten die Preußen die Mairie zur Bürgermeisterei Bensberg im Kreis Mülheim am Rhein.
Der Ort ist auf der Topographischen Aufnahme der Rheinlande von 1824 als am Tütberg, auf der Preußischen Uraufnahme von 1840 und ab der Preußischen Neuaufnahme von 1892 auf Messtischblättern regelmäßig als Tütberg verzeichnet.
| Jahr | Einwohner | Wohn- gebäude | Kategorie      | Bemerkung     |
| ---- | --------- | ------------- | -------------- | ------------- |
| 1822 | 13        |               | Tagelöhnerhaus |               |
| 1830 | 16        |               | Tagelöhnerhaus |               |
| 1845 | 19        | 3             | Bauergüter     |               |
| 1871 | 101       | 17            | Hofstelle      | gen. Tüttberg |
| 1885 | 61        | 15            | Wohnplatz      |               |
| 1895 | 57        | 12            | Wohnplatz      |               |
| 1905 | 11        | 2             | Wohnplatz      |               |

Seit 1975 gehört das Gebiet zum Stadtteil Bockenberg von Bergisch Gladbach. 1975 zählte Tütberg zwei Wohngebäude mit 11 Einwohnern. Das Bestimmungswort Tüt (= seit dem 16. Jahrhundert Papiertüte) weist auf den Berg hin, der in seiner Form Ähnlichkeit mit einer dreieckigen Papiertüte hat.

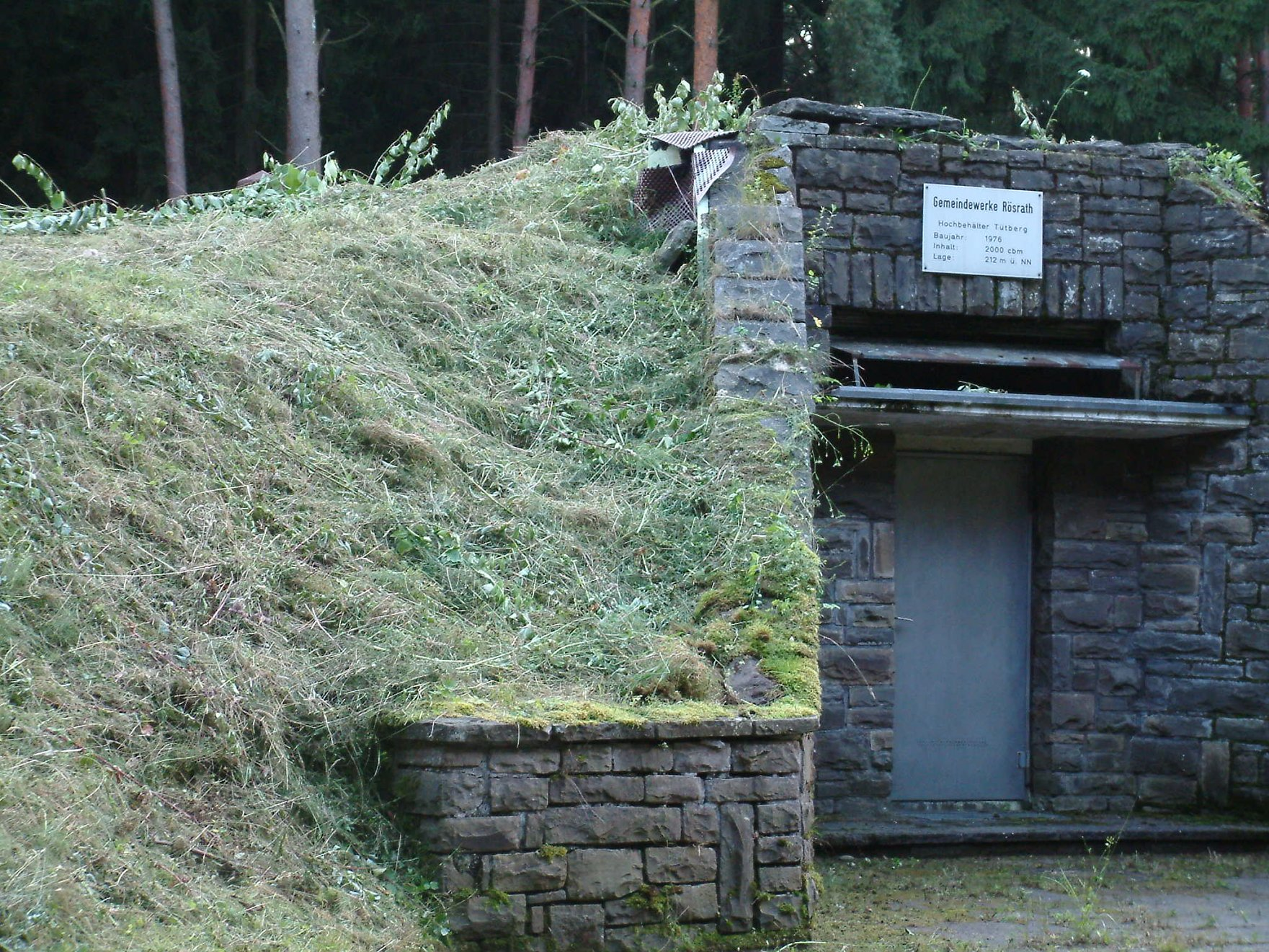
Hochbehälter Tütberg

## Hochbehälter
Fast auf dem höchsten Punkt des Tütbergs befindet sich der Hochbehälter für die Wasserversorgung der Stadt Rösrath.